# Plataforma per Catalunya
Plataforma per Catalunya (PxC, Plataforma por Cataluña) fue un partido político de Cataluña (España) de extrema derecha. El 15 de febrero de 2019 acordó autodisolverse y recomendar a sus militantes que se integraran en Vox.

## Historia
Los orígenes del partido se remontan al 15 de enero del 2001 y a la fundación por parte de Josep Anglada del partido Plataforma Vigatana, que nacía como una iniciativa de carácter local en el municipio barcelonés de Vich, ciudad natal de su fundador, con la propuesta de procurar un mayor control sobre la inmigración y una mayor seguridad ciudadana. Poco a poco el proyecto de Anglada atrajo la atención de los medios y se interesaron en él personas del resto de Cataluña, lo que se tradujo el 5 de abril del 2002 en el nacimiento de Plataforma per Catalunya.
En mayo de ese mismo año, en el municipio barcelonés de Premiá de Mar, el proyecto de emplazamiento de una mezquita en el centro del municipio suscitó el rechazo de gran parte de la población, la cual mostró su repudio a través de la organización de protestas y la recogida de firmas, llegando a obtenerse el refrendo de ocho mil personas. El importante papel jugado por Plataforma per Catalunya, especialmente en la organización de las protestas, supuso un gran espaldarazo para el partido de cara al futuro. Finalmente, la presión surtió efecto y la mezquita no llegó a emplazarse en el centro del municipio, sino en una antigua escuela, lo cual supuso el final del conflicto.
En las elecciones municipales de 2003 obtuvo un 7,4 % de votos (1229 votos) en la ciudad barcelonesa de Vich, ciudad de la cual es natural Josep Anglada, candidato del ultraderechista Frente Nacional al Parlamento Europeo en 1989. En su primera participación en las elecciones autonómicas de 2003 apenas reunió 5000 votos en toda Cataluña. Tras las elecciones municipales de 2007 PxC obtuvo concejales en nueve localidades catalanas: Vich, Canovellas, Manresa, Manlleu, y Roda de Ter (Barcelona), Cervera y San Martín de Río Corb (Lérida), Olot (Gerona) y Vendrell (Tarragona), con 17 concejales en total. En las elecciones municipales de 2011, el partido logra entrar en 40 ayuntamientos catalanes, consiguiendo 67 concejales.
A pesar de que la agrupación, en 2003, rechazó que se la calificara como racista y xenófoba, identificándose como un partido identitario y populista, los gestos e iniciativas xenófobas, proteccionistas y de derechas de la agrupación en su anterior etapa, con Anglada al frente, se sucedían sistemáticamente: en 2011 el número dos instó a boicotear los negocios de los inmigrantes en Cataluña, argumentando que sólo podría, por ejemplo, "desayunar con dignidad" en un negocio regenteado por gente "de casa". En ocasión de un juicio por injurias que Anglada presentó contra miembros de Unidad contra el fascismo, el líder de PxC afirmó que realizar el saludo nazi o fotografiarse con parafernalia neonazi "no es nada malo". Las fotografías extremistas, como recoge la sentencia, habían sido distribuidas por la propia PxC. El crecimiento del apoyo local electoral a PxC ha sido correlacionado con municipios con un alto porcentaje de inmigración extranjera hasta 2007, aunque en las elecciones de 2011 supo llegar a otras localidades.
En 2003, Jaume Farrerons, exsecretario general y autor de la declaración programática y de los documentos ideológicos de Plataforma per Catalunya, abandonó el partido acusando a Anglada de mantener vínculos con grupos neonazis lo que supondría una vulneración de las resoluciones congresuales. Posteriormente, Farrerons promovió una organización política alternativa, sin éxito.
El candidato a la alcaldía de Cervera por el partido, Mateo Figuerola, fue condenado por una falta de daños, sin el agravante de racismo, por haber efectuado pintadas racistas en la mezquita de Cervera en mayo de 2004 y haber rociado la puerta con gasolina, a la que prendió fuego. Figuerola negó móviles racistas y argumentó que actuó bajo los efectos del alcohol y «por motivos personales», debido a que su hija había sido abandonada por su marido, musulmán. Al acusado le fue impuesta una multa de 25€.
El partido marca un antes y un después de la destitución de su exlíder, Josep Anglada, por "deficiencias en la gestión" y por sus conductas inapropiadas, dando un giro mucho más social y reivindicativo, como son ejemplos la denuncia contra Jordi Pujol por presunta
evasión fiscal, su lucha en general contra la corrupción y las políticas de austeridad y su presencia en diferentes manifestaciones, sin olvidar su política de priorizar la ayuda a los españoles realizando campañas de recogida de comida y juguetes "sólo para la gente de casa".
En la actualidad y en el resto de España, su partido hermano es el Partido por la Libertad (PxL) de José María Ruiz, abogado del sindicato Manos Limpias.
En 2014 los miembros de PxC favorables a la independencia de Cataluña abandonaron el partido para fundar Som Catalans ("Somos Catalanes").
Tras los malos resultados en las Elecciones municipales de España de 2015, Plataforma per Catalunya y Partido por la Libertad están casi inactivos. Tras estas elecciones a lo largo de 2018 y 2019 muchos afiliados de Plataforma per Catalunya y Partido por la Libertad, se dieron de baja y se afiliaron a VOX
En las Elecciones generales de España de 2019 y Elecciones al Parlamento Europeo de 2019 (España) no se presentaron y pidieron el voto para VOX tanto Plataforma per Catalunya como Partido por la Libertad como el sindicato Manos Limpias.
SOMOS identitarios (SOMI) y Plataforma Vigatana cuyo máximo líder es Josep Anglada en las Elecciones al Parlamento Europeo de 2019 (España) no se presentan y piden el voto para ADÑ Identidad Española.

## Ideología
El partido ha sido clasificado dentro de una categoría que agrupa a un grupo de partidos europeos que se ha venido a denominar «ultraderecha postindustrial», «derecha radical populista» o «nacional-populismo».
Según Xavier Casals, Plataforma per Catalunya «introdujo novedades esenciales en la ultraderecha [española], pues desterró el discurso heredero del "piñarismo" al asumir otro homologable al de la ultraderecha europea: reclamó "mejor control" de la inmigración, asumió la islamofobia (el partido cobró protagonismo en protestas contra la creación de mezquitas), denunció la ausencia de seguridad pública, manifestó un antielitismo contundente (empleó ya el término "casta") y preconizó un "chovinismo del Estado del bienestar" al exigir atención prioritaria para los autóctonos con el lema "primero los de casa". A la vez, su Manifiesto por el giro social (de marzo de 2010) apostó por "un sector público fuerte" y opuesto "a cualquier tipo de política liberal de privatizaciones"». Además Casals ha subrayado que «el lema "primero los de casa" la posicionó al margen del eje de identidad Cataluña-España al proyectar otro alternativo: inmigrantes-autóctonos. Estos últimos podían incluir tanto a quienes se sentían catalanes como españoles, de forma que el partido atrajo a un electorado heterogéneo en términos identitarios (incluyó a independentistas y ultraespañolistas) con una sobrerrepresentación de abstencionistas y exvotantes socialistas».
El etnonacionalismo y la xenofobia que caracteriza el discurso ultraderechista de PxC se puede comprobar en la siguiente entrevista a su fundador Josep Anglada:

Los españoles y los europeos deben decidir en los próximos años si quieren que esta tierra siga siendo para sus hijos o nietos o si prefieren que la ocupen inmigrantes musulmanes, subsaharianos o sudamericanos; deben decir si quieren ser los dueños de su destino político o lo ceden en manos de los dictadores de la finanza internaciones y de los burócratas de Bruselas, deben decidir si apuestan por la reindustrialización de nuestro continente o si queremos ser colonizados económicamente por Estados Unidos y China. Y deben decidirlo en los próximos años, no hay mucho tiempo más, los ritmos demográficos nos dan un par de décadas para reaccionar, luego vendrá el desastre si no hacemos nada por evitarlo a tiempo.

El programa político de PxC se basaba en la oposición a la inmigración masiva, que considera una amenaza para la identidad catalana y española, la justicia social, el "catalanismo hispánico", la defensa de los valores tradicionales de la familia y reclama la aplicación de "tolerancia cero" ante la delincuencia y el terrorismo. El partido proponía una regulación más sólida ante la inmigración y priorizar las ayudas a la gente autóctona con su eslogan "Primero los de casa".
En 2008, PxC invitó a su Congreso a distintas organizaciones ultraderechistas europeas, como la Liga Norte italiana y el Vlaams Belang de Flandes.
En 2011, PxC fue investigada porque en una página de la agrupación de Tarrasa se instó a realizar una "noche de los cuchillos largos" contra los imanes de Cataluña y, de esa manera, "acabar con toda esa gentuza". Finalmente la denuncia no llegó a nada y el partido fue absuelto.
En 2012, durante la celebración de un nuevo triunfo de la Selección española de fútbol durante la Eurocopa 2012, se pudo ver a Alberto Sánchez, impulsor del Casal Tramuntana y concejal de PxC de Hospitalet de Llobregat, festejándolo junto a un grupo de neonazis adornados con la parafernalia característica (esvásticas nazis, imaginería fascista, saludos fascistas...). Después de los festejos produjeron distintas agresiones a inmigrantes en la zona de Hospitalet. Estos hechos motivaron que el conseller de Interior, Felip Puig, se decidiera a investigar detenidamente las conexiones de PxC con los distintos grupos fascistas de Cataluña.
Plataforma per Catalunya se posicionó claramente contra la Consulta sobre el futuro político de Cataluña de 2014, el 9-N, al considerarla un intento ilegal de secesión de la comunidad autónoma respecto al resto de España.

## Congresos
Desde su formación, Plataforma per Catalunya ha realizado cinco congresos.
Primer congreso
Celebrado el 27 de octubre de 2002 bajo el eslogan "Nace la nueva esperanza de los catalanes". En él se eligió al presidente y el Comité Ejecutivo del partido. También se aprobó su declaración ideológica.
Segundo congreso
Celebrado en Vich el 21 de noviembre de 2004 bajo el lema "Sentido común". Se instatura el día de Sant Jordi (23 de abril) como el día del partido.
Tercer congreso
Con el lema «Vamos a más», se celebró el 26 de noviembre de 2006.
Cuarto congreso
Se celebró el 23 de noviembre de 2008 en Vich bajo el lema «Avanzamos juntos». Josep Anglada se presenta a candidato para la Presidencia de la Generalidad de Cataluña.
Quinto congreso
Con el lema "Generando ilusión", se celebró en Vich el 27 de marzo de 2011. En dicho congreso se presentó un "nuevo giro social hacia la izquierda sociológica como defensa política de los intereses morales y materiales de los trabajadores del país, principales perjudicados por la actual política de inmigración". Además de ello, se aprobó el nuevo organigrama del partido y se presentaron los cabezas de lista de las elecciones municipales de 2011.

## Militancia de PxC

### Renuncias con denuncia de presiones motivadas por la pareja sentimental de raza negra
En 2011, la edil por el ayuntamiento de Salt, Juana Martínez González, denunció haber recibido presiones porque su pareja sentimental era de raza negra. Anglada negó las acusaciones, pero afirmó que:

Nosotros no estamos de acuerdo con la multiculturalidad, pero esto tampoco es motivo suficiente para forzar la dimisión de la concejala. La verdad es que no me gustaría que una concejala de PxC se casara con un negro. Le puedo asegurar que mis hijos nunca se casarán con un negro subsahariano.

También en 2011 y en Salt un concejal y portavoz de PxC, Carles Bonet, renunció a su cargo después de denunciar que había recibido presiones de sus compañeros de partido motivadas por su pareja sentimental, un ciudadano dominicano de raza negra.

### Extremistas y delincuentes comunes
Numerosos militantes de PxC tienen antecedentes penales por sus actividades relacionadas con el terrorismo de ultraderecha, se han reivindicado como nazis o son antiguos militantes de organizaciones ultraderechistas. Estos militantes extremistas, incluso, han formado parte de las listas electorales de Plataforma, llegando a ocupar el primer puesto de las mismas. También se da el caso de que delincuentes comunes con condenas en firme forman parte de estas listas:
- Serralvo, Sergio: cabeza de lista en Cornellá hasta 2011, en un reportaje para la TV3 emitido en 2008 ya se declaraba admirador de Hitler, negador del Holocausto y racista.[55][56][57]
- Francisoud Araguas, Carlos: exintegrante de la organización terrorista ultraderechista Milicia Catalana y condenado en 1997 por el Tribunal Supremo a ocho años y seis meses de prisión por haberlo encontrado culpable de los delitos de asociación ilícita, estragos, atentado frustrado y robo con intimidación frustrado, fue elegido por Anglada como cabeza de lista para Badalona.[58][59][60]
- Ordóñez, Daniel: líder de PxC por Hospitalet de Llobregat, con 18 años de edad ya había sido señalado por quien entonces fuera Ministro del Interior, como un skin head "de los más peligrosos" de España. En 1999 fue detenido junto a otros ocho militantes de Alianza por la Unidad Nacional en una operación de la Policía Nacional de España acusados de instigar agresiones racistas en Tarrasa.[61][62]
- Royuela Samit, Santiago: condenado a seis años de prisión por atentado con bomba.[61]
- Mulleras, Ignacio: exmilitante de la ultraderechista Democracia Nacional y candidato de la ultraderechista Juntas Españolas.[60]
- Royuela, Alberto: exmiembro de la Guardia de Franco, apadrinó la fundación de PxC.[63]
- Pericas Riu, Albert: ex skin conocido con el sobrenombre de "Animal". En la década de 1990 participó en palizas. Ha sido elegido concejal por Manresa.[64] Es el mismo quien, en ocasión de la muerte de un residente marroquí, declaró públicamente en una red social que la misma "es un gasto menos para el erario público".[65]
- Gómez Montero, Juan: portavoz por Santa Coloma de Gramanet, es un antiguo miembro de la organización Estado Nacional Europeo, organización la cual la fiscalía solicitó su ilegalización al Ministerio del Interior en virtud de que considera que "defiende una ideología que fomenta la discriminación y el odio racial.[66] En marzo de 2012 fue condenado por agredir a un vecino a puñetazos.[67] En 2013 fue denunciado por agredir a una manifestante.[68] En 2013 acumula, ya, tres condenas por agresiones y lesiones a vecinos de su pueblo.[69]
- Buñuel Baqué, Ricardo: antiguo candidato de la organización ultraderechista Estado Nacional Europeo.[70] Número 2 por las listas de PxC en Santa Coloma de Gramanet.[71]
- Ortiz, Raúl: primero en las listas de PxC por Ciudad Badia y elegido regidor en 2011, fue detenido por hurto de cheques restaurant por valor de 70 000 euros.[72][73]
- Paré, Josep María: concejal por PxC, fue detenido en Vich porque pesaba contra él una orden de búsqueda y captura por el delito de apropiación indebida. El 14 de noviembre de 2011 había contra él una orden de ingreso en prisión, orden que se cumplió días después, al localizar al prófugo.[74]
- Cebrián Sanz, Santiago: n.º 12 por las listas de PxC en Mollerusa, fue detenido en noviembre de 2011 acusado de asaltar a veinticinco jubiladas en las calles de Lérida.[75][76][77]
- Sánchez, Alberto: edil del partido en Hospitalet, fue condenado con una multa por vulnerar la Ley del Deporte al incitar al racismo y la xenofobia durante un partido entre el Barça y L'Hospitalet el 9 de noviembre de 2011.[2] Al año siguiente, se lo vio festejando en Plaza España rodeado de skin heads ultraderechistas, banderas franquistas y demás parafernalia neonazi.[2]
- El 23 de marzo de 2012 unos 15 skin heads atacaron en forma coordinada un concierto en el polígono de Els Dolors, en Manresa. Una joven de 16 años fue brutalmente herida y quedó agonizante en el lugar. Después, los skin heads fueron a un restaurante de la zona a festejar los hechos, comiendo bocadillos y bebiendo cerveza. La policía identificó a los extremistas como vinculados al Movimiento Social Republicano, Alianza Nacional y a Plataforma per Catalunya.[78]

## PxC en las elecciones

### Elecciones municipales de 2003
El 25 de mayo de 2003 Plataforma per Catalunya concurrió por primera vez a unas elecciones presentando candidaturas en un total de 7 municipios de tres de las provincias catalanas. La formación obtuvo representación en cinco de ellos, consiguiendo un concejal en cada uno de los siguientes municipios: Cervera (Lérida) con un 9,2% de los votos, Vich (Barcelona) con un 7,5%, Premiá de Mar (Barcelona) 6,8 %, Vendrell (Tarragona) 6,2% y Manlleu (Barcelona) con un 5,6%.

### Elecciones autonómicas de 2003
En las elecciones autonómicas de 2003, el partido obtuvo un total de 4.901 votos en toda Cataluña, lo que supuso un 0,15% del total en sus primeras elecciones autonómicas.

### Elecciones municipales de 2007
En las elecciones del 27 de mayo de 2007, el partido presentó listas en 43 municipios y consiguió mejorar los resultados de los anteriores comicios municipales, obteniendo 12.000 votos en toda Cataluña, lo que se tradujo en un total de 17 concejales. La formación catalana obtuvo su mayor éxito en Vich, capital de la comarca de Osona, siendo la segunda fuerza política más votada con 4 concejales. La misma situación ocurrió en Cervera que, con 2 escaños, arrebató la segunda plaza al PSC-PSOE.

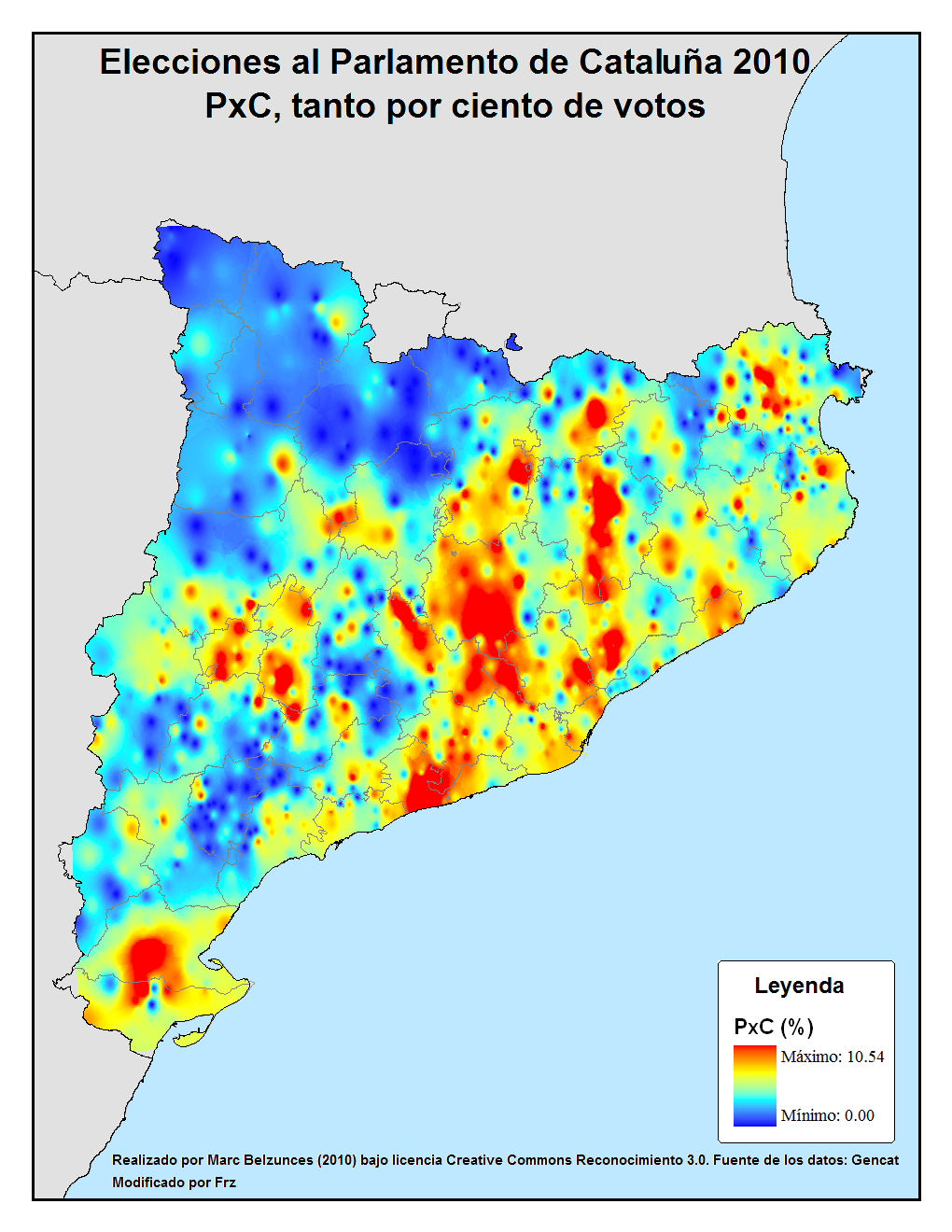
Apoyo en tanto por ciento de Plataforma per Catalunya en las Elecciones al Parlamento de Cataluña de 2010. En rojo las zonas de mayor apoyo, en azul donde el apoyo es menor.

 En la ciudad de Vendrell lograron 4 ediles, quedando como la tercera fuerza política con lo que permite que sea la ciudad donde haya la alcaldía más disputada de Cataluña. En Manlleu es la tercera fuerza política con 2 concejales. También han logrado entrar en ciudades como Manresa, Sant Martí de Riucorb, Tàrrega, Olot y Roda de Ter con un concejal en cada una.

### Elecciones autonómicas de 2010
En las elecciones autonómicas del 28 de noviembre de 2010, a pesar de que durante gran parte del escrutinio la formación parecía contar con opciones de entrar en el parlamento con un total de 3 escaños, finalmente no obtuvo representación parlamentaria.
A pesar de todo, la formación consiguió sextuplicar los votos obtenidos en las elecciones municipales de 2007, obteniendo un total de 75.321 votos, por lo que el resultado fue calificado de histórico por el líder del partido, Josep Anglada que fijó para 2014 la entrada de PxC en el parlamento y 2011 para conseguir la alcaldía de Vich.
| Provincia      | Votos  | %     | Escaños |
| -------------- | ------ | ----- | ------- |
| Barcelona      | 60.569 | 2,47% | -       |
| Gerona         | 10.445 | 2,21% | -       |
| Lérida         | 8.291  | 1,79% | -       |
| Tarragona      | 9.016  | 2,59% | -       |
| Total Cataluña | 82.321 | 2,42% | -       |

### Elecciones municipales de 2011
Tras las elecciones autonómicas, todo el esfuerzo de la formación se volcó hacia las municipales con el objetivo de presentar 100 candidaturas en diferentes municipios catalanes, consiguiendo finalmente dicho objetivo y presentando un total de 108 candidaturas. El 22 de mayo de 2011, la formación conserva el espaldarazo popular de las pasadas elecciones autonómicas con un total de 65.905 votos, pasando de los 17 concejales obtenidos en las elecciones municipales de 2007, a un total de 67, a pesar de lo cual, no consiguió obtener mayoría en ningún municipio. El ascenso de la formación fue notable, entrando por primera vez en el cinturón barcelonés, logrando dos concejales en Hospitalet de Llobregat, y tres en los municipios de Santa Coloma de Gramanet, San Baudilio de Llobregat y Mataró. También logró entrar en la provincia de Lérida, con un concejal en Tárrega y Mollerusa, mientras que en la provincia de Tarragona entró con un concejal en Amposta y otro en Tortosa. En la provincia de Gerona, en la población de Salt, un municipio que ha tenido serios precedentes de tensión entre la población inmigrante y local, también obtuvo tres concejales, mientras que en Olot aumentó uno más, logrando un total de dos y por primera vez logró entrar en Ripoll.
Solidaritat Catalana per la Independència presentó una denuncia a la Junta Electoral de Igualada con motivo de la presencia en la red de un video de Plataforma per Catalunya que consideraba ofensivo.

### Elecciones generales de España de 2011
En 2011 este partido consiguió un total de 59.363 votos y 0 escaños para el Congreso de los Diputados y para el Senado también se quedan sin representación.[cita requerida]

### Elecciones generales de España de 2015
No se presentó, a la espera de formalizar una coalición "social-identitaria" con el Partido por la Libertad (PxL) y España 2000. Dicha coalición fue formalizada con el nombre de Respeto el 23 de abril de 2016, presentándose a las elecciones generales de España de 2016, donde sacaron 722 votos.

## Fracasado intento de expansión al resto de España
Anglada anunció en marzo de 2012 el nuevo proyecto para la expansión de diferentes plataformas por todo el territorio español.
La reunión con representantes de diferentes comunidades autónomas tuvo lugar en abril, donde aseguró que ya dispone de estructuras en 15 de las 17 comunidades autónomas, y afirmó que antes de finalizar 2012, la plataforma estaría establecida en toda España.
Según Anglada, cada comunidad dispondrá de su propia plataforma, que se regirán de manera diferente, pero atendiendo siempre a unas normas básicas establecidas por el comité nacional del partido.
En mayo de 2012, Josep Anglada formalizó la creación del partido Plataforma por la Libertad (PxL).
Actualmente el partido cuenta con pequeñas sedes en diferentes provincias; se produjo en Asturias, Madrid y Castilla y León y Andalucía.
También se realizaron diferentes actos en España, como manifestaciones en contra de la construcción de una mezquita en Torrejón. Más adelante, el partido pasa a llamarse Partido por la Libertad, el cual se enfoca como un partido hermanado con PxC, presentándose a las elecciones municipales de 2015 y logrando diversos concejales en dos poblaciones de Cantabria y Madrid. 
Por otra parte, en 2014 se formalizó una nueva escisión de PxC, llamada "Som Catalans", de extrema derecha independentista catalana.
Más adelante, tras un congreso nacional del partido celebrado en Mataró en julio de 2015, con August Armengol al frente del partido, se aprueba el buscar nuevos aliados, una federación con fuerzas de parecida ideología como podrían ser su partido hermano, el Partido por la Libertad (PxL), así como España 2000. Ese mismo mes se reúnen las tres formaciones y redactan La Declaración de Zaragoza, donde se recogen los principales puntos y programa de lo que será la formación. Tuvieron lugar dos reuniones más, una en octubre en Valencia y la última el 6 de febrero de 2016 en Tarragona, donde se acaban de concretar puntos primordiales como, por ejemplo, el nombre que tendrá esta coalición de partidos a nivel nacional, anunciando que en la segunda quincena de abril de 2016 se presentará en Cataluña la nueva federación. .
Tras los congresos realizados por las tres formaciones, por separado, en marzo de 2016, se aprueba la coalición y los estatutos de la nueva formación identitaria, así como el nombre de esta, que será Respeto, y su presentación oficial tendría lugar en Calafell (Tarragona) el 23 de abril del mismo año.
Finalmente, en el susodicho día, se presenta oficialmente la coalición identitaria en el municipio de El Vendrell (Tarragona), donde PxC tiene tres regidores y el acto cuenta en la presentación con Tatjana Festerling, líder del movimiento Pegida quien, entre otros, protagonizó, presentó y apoyó a Respeto. El presidente del nuevo partido será Rafael Ripoll, líder de España 2000. La vicepresidencia la tendrá August Armengol, presidente de PxC y como secretario general estará José María Ruiz, presidente de PxL. Más tarde se añaden a Respeto otros partidos tales como Iniciativa por Albacete (IxAB) o Alternativa Municipal Española (AME), con concejales también en otros puntos de España.